# Ruffey-le-Château
Ruffey-le-Château is een gemeente in het Franse departement Doubs (regio Bourgogne-Franche-Comté) en telt 284 inwoners (2005). De plaats maakt deel uit van het arrondissement Besançon.

## Geografie
De oppervlakte van Ruffey-le-Château bedraagt 7,3 km², de bevolkingsdichtheid is 38,9 inwoners per km².
De onderstaande kaart toont de ligging van Ruffey-le-Château met de belangrijkste infrastructuur en aangrenzende gemeenten.

## Demografie
Onderstaande figuur toont het verloop van het inwonertal (bron: INSEE-tellingen).